# Regnier de Montigny
Regnier (ou Régnier) de Montigny est un membre célèbre de la bande des Coquillards, connu de François Villon qui mentionne son nom dans le Lais. Son supplice est également évoqué dans l'une des six ballades du Jargon et Jobellin dudit Villon réunies dans l'édition des œuvres de Villon par Levet en 1489, mais qui sont loin de présenter les qualités des ballades du poète. 
Il est né à Bourges en 1429, fils de Jean de Montigny, pannetier du roi Charles VII et de  Colette de Vaubelon;
Malgré les demandes de grâce de sa noble famille, il fut pendu au gibet de Montfaucon en 1457. Si les archives du procès des Coquillards de Dijon en 1455 le recensent dans la liste des membres de la bande avec certains de ses complices, ni Villon ni Colin de Cayeux n'y sont mentionnés et aucun autre document historique n'apporte d'informations explicites sur d'éventuels liens de Regnier de Montigny avec Villon et avec Colin de Cayeux .